# Wilhelm von Pückler-Groditz
Wilhelm Erdmann Karl August Graf von Pückler-Groditz, eigentlich Graf von Pückler und Freiherr von Groditz (* 17. Februar 1790 in Schweidnitz; † 21. März 1859 in Freienwalde (Oder)), war ein preußischer Generalleutnant.

## Leben

### Herkunft
Wilhelm war ein Sohn des preußischen Premierleutnants und Herrn auf Gimmel Friedrich Johann Ludwig Erdmann von Pückler (* 26. Januar 1756; † 11. November 1806) und dessen Ehefrau Auguste Christiane Charlotte, geborene von Erlach (* 7. November 1767; † 22. Februar 1817). Sie war eine Tochter des Generals Friedrich August von Erlach. Der spätere preußische Generalleutnant Friedrich Wilhelm August Erdmann (1786–1856) war sein älterer Bruder.

### Militärkarriere
Pückler besuchte die Ritterakademie in Liegnitz und trat am 6. November 1803 als Portepeefähnrich in das Infanterieregiment „von Grawert“ der Preußischen Armee ein. Während des Vierten Koalitionskrieges kämpfte Pückler in der Schlacht bei Jena und kam auf dem Rückzug nach Magdeburg, wo er nach der Kapitulation der Festung inaktiv gestellt wurde.
Nach dem Frieden von Tilsit wurde er am 9. August 1807 als Sekondeleutnant im Regiment der Garde wieder angestellt. Bis August 1813 stieg Pückler zum Stabskapitän mit Patent vom 18. Juni 1813 auf. Während der Befreiungskriege kämpfte er in den Schlachten bei Großgörschen, Kulm und Leipzig. Für Paris wurde Pückler mit dem Orden des Heiligen Wladimir IV. Klasse und dem Eisernen Kreuz II. Klasse ausgezeichnet. Zudem erhielt er am 3. Juni 1814 den St. Johanniter-Orden.
Am 12. April 1815 avancierte er zum Kapitän und Kompaniechef. Daran schloss sich ab dem 24. Dezember 1817 eine Verwendung als Major im 27. Infanterie-Regiment an. Am 30. März 1824 wurde er dort Bataillonskommandeur und im Jahr 1829 mit dem Dienstkreuz ausgezeichnet. Am 30. März 1834 folgte seine Beförderung zum Oberstleutnant sowie am 30. März 1826 zum Oberst. Man beauftragte Pückler am 30. März 1837 zunächst mit der Führung des 9. Infanterie-Regiments und ernannte ihn am 14. Januar 1838 zum Regimentskommandeur. In dieser Eigenschaft erhielt er am 3. Juni 1838 den Orden der Heiligen Anna II. Klasse. Am 25. März 1841 wurde er dann als Kommandeur zur 4. Infanterie-Brigade versetzt und am 15. April 1841 dem 9. Infanterie-Regiment aggregiert. Am 7. April 1842 erfolgte seine Beförderung zum Generalmajor. Am 8. August 1848 nahm Pückler seinen Abschied mit der gesetzlichen Pension. Am 12. Oktober 1849 bekam er noch den Charakter als Generalleutnant und am 5. Januar 1856 verlieh ihm König Friedrich Wilhelm IV. den Roten Adlerorden II. Klasse mit Stern und Eichenlaub. Er starb am 21. März 1859 in Freienwalde (Oder).

### Familie
Pückler heiratete am 5. Mai 1817 in Potsdam Ulrike Karoline von Broscovius (1797–1849). Nach deren Tod heiratete er am 9. Dezember 1856 Johanna Lange (* 1816). Die Ehen blieben kinderlos.